# Diglyphus frontolatus
Diglyphus frontolatus är en stekelart som beskrevs av Arifa och Muhammad Sharif Khan 1992. Diglyphus frontolatus ingår i släktet Diglyphus och familjen finglanssteklar. Inga underarter finns listade i Catalogue of Life.